# Acer pentaphyllum
Acer pentaphyllum là một loài thực vật có hoa trong họ Bồ hòn. Loài này được Diels mô tả khoa học đầu tiên năm 1931.